# Березанка
Береза́нка (до 1914 року — Александрфельд, у 1914—1933 — Суворове, у 1933—1965 — Тилігуло-Березанка) — селище в Україні, у Миколаївському районі Миколаївської області. Адміністративний центр Березанської селищної громади. До 2020 року селище Березанка було адміністративним центром Березанського (до 30.12.1962 — Тилігуло-Березанського) району Миколаївської області.
Розташоване в долині річки Сасик, у яку впадає Балка Томова. Біля Березанки протікає річка, яку більшість жителів називають котлованом.

## Історія
Про заселення території нинішнього селища та його околиць у сиву давнину свідчать знайдені тут останки поселень ранньої бронзи (кінець 2-го тисячоліття до н. е.) та скіфського часу (4—2 ст. до н. е.)
У 16—17 ст. тут кочували ногайські орди, зокрема Едисанська. Відвойовуючи свободу споконвічних слов'янських земель сюди не раз приходили загони запорізьких козаків. Про один з таких рейдів говориться в меморіалі військового судді Головатого від 14 серпня 1769 року.
Під час російсько-турецької війни 1787—1791 рр. авангардними частинами російської армії тут кілька днів перебував російський полководець Олександр Суворов.
Після приєднання території північного Причорномор'я до Російської імперії, землі у цій місцевості довгий час належали поміщикам Погорільським, а пізніше — Арнольдам.
У 1866 році 32 вихідці з німецьких колоній на Одещині викупили у поміщика Арнольді 3 337 десятин землі і на лівому березі річки Сасик було засноване поселення, що вперше згадується у письмових джерелах за 1876 рік під назвою Александрфельд. Користуючись наданими царським урядом пільгами та володіючи великими наділами землі, колоністи з успіхом розвивали своє господарство. У 1882 році у 60-ти дворах проживало 386 людей. З 1879 року село стало центром волості.
Станом на 1886 у німецькій колонії Александрфельд, центрі Александрфельдської волості Одеського повіту Херсонської губернії, мешкало 258 осіб, налічувалось 45 дворових господарств, існували лютеранський молитовний будинок, школа та парова маслобійка.
Розташування села біля великої дороги зумовлювало сприятливі умови для збуту сільськогосподарської продукції на базарах міст Одеси та Миколаєва. Кожної неділі у Александрфельді збирались базари, два рази на рік — багатолюдні яскраві ярмарки. У кінці XIX століття у селі діяли паровий млин, олійня, шкіряні, взуттєві, ковальські майстерні. У 1881 році тут нараховувалось 45 ремісників, близько села колоністи видобували будівельний камінь, який збували по 5 карбованців за кубічний сажень, 24 торговці мали свої лавки. У 1904 році почав діяти фельдшерський пункт. У 1866 році відкрилась німецька приходська однокласна школа, а у 1880 — перетворилась на чотирьохкласне реальне училище.
У 1914 році з початком світової війни, село Александрфельд було перейменовано на Суворове і стало волосним центром. Проживало тоді в ньому 351 людей, в основному — німці.
7 (20) листопада 1917 року, відповідно до Третього Універсалу Української Центральної Ради, увійшло до складу Української Народної Республіки.  
Після жовтневого перевороту 1917 року, у лютому 1918 року розпочалась перша радянська окупація, але вже у березні цього ж року село було під владою Української держави. Нову владу підтримали заможні колоністи. Після антигетьманського повстання село зайняла Армія УНР. У березні 1919 року у селі облаштувалась радянська влада. Але влада у Суворові мінялась — були тут денікінці. Коли радянська окупація закріпила свої позиції, у колоністів були відібрані млин, олійня, магазини.
На початку 1922 року Суворівську волость об'єднали з Анатолівською з центром у с. Анатолівка, яка отримала назву Тилігуло-Березанська.
7 березня 1923 року — було створено Анатолівський район з центром у найбільшому населеному пункті краю — Анатолівці, Суворове як центр однойменої сільської ради ввійшло до складу щойно створеного району. 7 грудня того ж року, врахоючи периферійне положення Анатолівки по відношенню до більшої частини району, центр Анатолівського району було перенесено до села Суворово, а сам район було перейменовано на Тилігуло-Березанський. На той момент у райцентрі проживало 660 жителів.
У 1923 — відкрито лікарню на 10 ліжок.
1925 рік — відкрилась семирічна школа, у якій 5 вчителів навчало 203 учнів. Був дитячий будинок. У школах лікнепу навчалося 220 дорослих. Було облаштовано сільський клуб.
1930-ті — в селі працювали винний цех, промартіль, харчокомбінат, завод будівельних матеріалів, маслозавод, млин. Збудовані нові: будинок культури, кінотеатр, їдальня. Закладено парк, проведено радіо, будувались дороги, розширено лікарню.
1936 рік — відкрито середню школу (12 вчителів, 240 учнів).
Рішенням виконкому Миколаївської обласної Ради депутатів трудящих у 1964 р. було об'єднано села Адамівка, Вільне, Малиші та Тилігуло-Березанка Тилігуло-Березанського району в один населений пункт — с. Березанка, а у липні 1966 р. (рішенням виконкому Миколаївської облради депутатів від 8 липня) с. Березанка було віднесено до категорії селищ міського типу.

## Населення

### Мова
Розподіл населення за рідною мовою за даними перепису 2001 року:
| Мова            | Кількість | Відсоток |
| --------------- | --------- | -------- |
| українська      | 3889      | 93.42%   |
| російська       | 219       | 5.26%    |
| румунська       | 21        | 0.50%    |
| вірменська      | 4         | 0.10%    |
| білоруська      | 3         | 0.07%    |
| гагаузька       | 3         | 0.07%    |
| польська        | 3         | 0.07%    |
| болгарська      | 2         | 0.05%    |
| циганська       | 2         | 0.05%    |
| німецька        | 1         | 0.02%    |
| інші/не вказали | 16        | 0.39%    |
| Усього          | 4163      | 100%     |

## Пам'ятки
- Адміністративний будинок, розташований у Березанці по вулиці Центральна, 34, споруджений в 1957 з блоків вапняка — пам'ятка архітектури місцевого значення[5]

Пам'ятки історії місцевого значення:
- Братська могила радянських воїнів (2 особи) та пам'ятний знак на честь воїнів-земляків, загиблих в радянсько-німецькій війні (1941—1945). Могила розташована в центрі селища. Споруджена в 1967, перепоховання в 1978, реконструкція в 2003. Залізобетон, метал, розмір 8,0 метрів. Рішення про взяття на облік № 357 від 2 липня 1971, охоронний номер 149.
- Пам'ятник 403-му Тилігуло-Березанському полку, який в 1919 встановлював радянську владу в регіоні. Розташований за три кілометри від селища. Споруджений 1978. Залізобетон, розмір 5,0 метрів. Рішення про взяття на облік № 498 від 15 вересня 1981, охоронний номер 1404.

## Релігія
- Церква Покрови Пресвятої Богородиці. Належить до УПЦ. Настоятель протоієрей Олександр Бенедюк.
- Церква святих Віри, Надії, Любові, і їх матері Софії належить до ПЦУ, Настоятель протоієрей Станіслав.

## Відомі люди
- Зубаль Микита Сергійович (2003 р.н.) — двукратний чемпіон Європи з вільної боротьби.
- Босянок Денис Миколайович (1974) — український спортивний телекоментатор. Переїхав у Березанку у віці 3,5 років.
- Возняк Сергій Іванович (1966 р.н.) — футбольний суддя міжнародної категорії, директор СДЮШОР «Торпедо» з футболу, голова комітету арбітрів Миколаївської області.
- Лейфура Валентин Миколайович (1947—2011) — український математик, професор, «Відмінник освіти України», заслужений учитель України.
- Пустовойтенко Валерій Павлович — український політик, прем'єр-міністр України з 16 липня 1997 по 22 грудня 1999.
- Фака Антон Олександрович (1997—2019) — молодший сержант Збройних сил України, учасник російсько-української війни.
- Чапчай Ігор Анатолійович ( 1978 р.н) - голова федерації футболу Березанського району ‚ засновник футбольного клубу «Укр-нива, дитячий тренер.

## Галерея

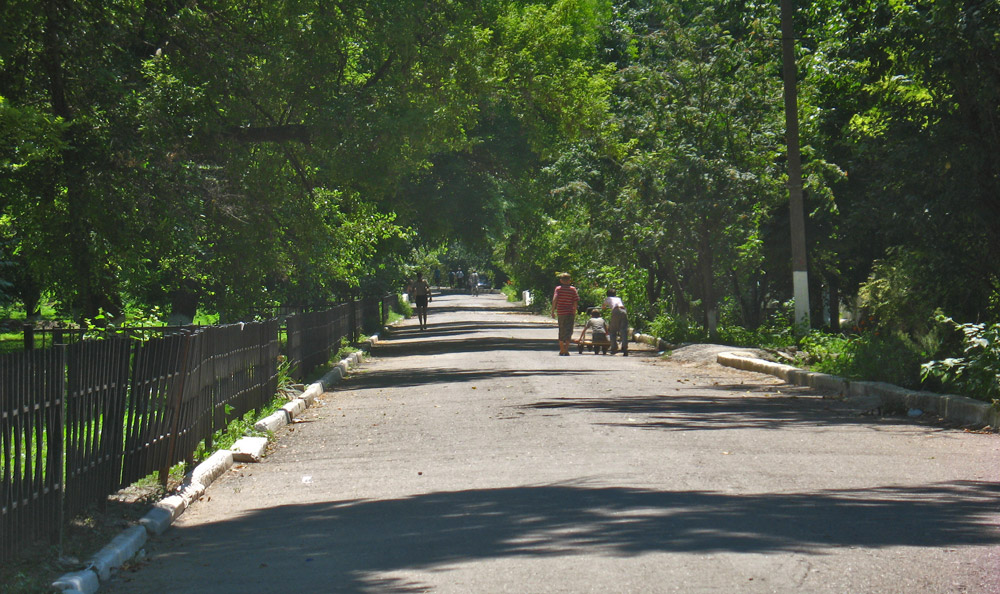
Вулиця Центральна